# إزي الصحة (مسلسل)
إزي الصحة هو مسلسل تم إنتاجه في مصر. بدأ عرضه في سنة 2017. كما بلغ عدد حلقاته 30 حلقة، وتبلغ مدة الحلقة الواحدة 45 دقيقة. وهو من إخراج إبراهيم فخر. تم بث المسلسل لأول مرة بتاريخ 27 مايو 2017.

## القصة
تدور أحداث المسلسل حول شخص يعمل في شركة للأدوية، تقع فتاة في حبه، إلا أن ظروفه المادية كانت عائق في زواجهما، ويتم اتهامه بانضمامه إلى جماعة إرهابية، ويحاول أثبات عكس ذلك؟

## طاقم التمثيل
أسماء بعض المشاركين في العمل:
- أحمد رزق
- أيتن عامر
- سلوى خطاب
- نيرة عارف
- حسام داغر
- طارق الإبياري
- أحمد صيام
- أحمد حلاوة
- ناصر سيف
- نهال عنبر
- تامر شلتوت
- نبيل نور الدين
- علياء عساف
- ضياء الميرغني
- نادية العراقية
- فاتن شعبان
- صلاح عبد الله
- محمد علي رزق
- حنان سليمان
- ليلى عز العرب
- عبد الرحيم حسن
- عبد الإمام عبد الله
- إحسان الترك
- بيومي فؤاد
- شريف رواش